# Pseudoparentia tricosa
Pseudoparentia tricosa är en tvåvingeart som beskrevs av Daniel J. Bickel 1994. Pseudoparentia tricosa ingår i släktet Pseudoparentia och familjen styltflugor.
Artens utbredningsområde är Victoria i Australien. Inga underarter finns listade i Catalogue of Life.